# Estación Ortiz Basualdo
Ortiz Basualdo es una estación ferroviaria ubicada en la localidad del mismo nombre, en el Partido de Pergamino, Provincia de Buenos Aires, Argentina.

## Servicios
El ramal dejó de transitar en 1977, por lo que actualmente no se prestan servicios de pasajeros.

## Historia
En el año 1884 fue inaugurada la Estación Ortiz Basualdo, por parte del Ferrocarril de la Provincia de Buenos Aires, en el Ramal Pergamino - Junín.
La estación pertenecía al Ferrocarril Mitre; cuando era operado por Ferrocarriles Argentinos pasaban más de 50 trenes de cargas y de larga deistancia hacia las provincias de Santa Fe y Córdoba 
La estación fue clausurada en 1977 y actualmente no se opera ningún servicio.